# تهمورس آدمیت
تهمورس آدمیت (۱۲۹۶ تهران – ۱۳۷۵ تهران) دیپلمات برجسته دوره پهلوی بود.
تهمورس آدمیت محصل مدرسه حقوق و علوم سیاسی بود که دانشگاه تهران در سال ۱۳۱۳ تأسیس شد و این مدرسه به دانشکده حقوق و علوم سیاسی آن دانشگاه تبدیل شد. در سال ۱۳۱۵ فارغ‌التحصیل شد و به استخدام عدلیه درآمد. در سال ۱۳۱۷ به وزارت خارجه منتقل شد و در اسفند ۱۳۲۳ نخستین حکم مأموریت خارجی‌اش را به عنوان نایب دوم سفارت ایران در مسکو دریافت کرد.
دبیر اولی سفارت ایران در لندن، معاونت اداره روابط فرهنگی وزارت امورخارجه، رایزنی سفارت ایران در مسکو و ریاست اداره پنجم سیاسی مشاغل بعدی آدمیت بود تا اینکه به عنوان وزیر مختار به شوروی و سپس در دی ۱۳۴۰ به رومانی اعزام شد. آدمیت در فروردین ۱۳۴۲ سفیر کبیر ایران در مسکو شد و تا امرداد ۱۳۴۴ در آن سمت بود.
آدمیت پس از پایان مأموریتش در مسکو مدتی منتظر خدمت. مدتی عضو شورای عالی وزارت امور خارجه بود تا در سال ۱۳۴۷ بازنشسته شد. خاطرات او در کتابی به نام گشتی به گذشته‌ها منتشر شده است. تهمورس آدمیت فرزند عباسقلی آدمیت و برادر فریدون آدمیت، دیپلمات و محقق برجسته معاصر بود.